# Ida Augusta Keller
Ida Augusta Keller (11 de junio de 1866 - 10 de septiembre de 1932) fue una botánica, fisióloga vegetal, docente, y taxónoma estadounidense.

## Biografía
Ida nació en 1866 de William Charles Christian y de Maria Augusta Cramer, en Darmstadt, Alemania, mientras sus padres estaban de visita en su antiguo hogar. Creció en Filadelfia, donde su padre ejercía de médico. Se graduó de la Philadelphia High School for Girls en 1884.
Asistió a la Universidad de Pensilvania de 1884 a 1886; siendo la primera mujer en completar el curso bienal en biología, recibiendo un Certificado de Competencia en Biología, ya que la institución no concedía grados a mujeres en ese momento. Después de trabajar como asistente en el herbario de Bryn Mawr College por un año, durante dos años concurrió a la Universidad de Leipzig, estudiando química con Friedrich Stohmann y fisiología vegetal con Wilhelm Pfeffer. Elaboró su tesis doctoral en la Universidad de Zúrich, con Arnold Dodel-Port. En 1890, completó su disertación de tesis Über Protoplasma-Strömung im Pflanzenreich (Acerca del flujo protoplasmático en el reino vegetal) recibiendo el doctorado.
Tuvo un hermano, Harry Frederick Keller, químico, que también enseñó en escuelas públicas de Filadelfia.
En los años previos a la aprobación de la Decimonovena Enmienda, Keller era activa en el movimiento por el sufragio femenino.

## Carrera
Después de recibir su doctorado, Ida Keller volvió a Bryn Mawr como profesora de botánica durante dos años. En 1893, se convirtió en maestra de química en la Escuela Superior de Filadelfia para niñas, donde ella misma había asistido. Fue la directora de los departamentos de química y biología en 1898.
Durante 32 años, continuó enseñando y tuvo una silla en el Departamento hasta su jubilación en 1930. Se desempeñó como vicepresidenta de la Asociación de Colegios y Escuelas Preparatoria de Middle States en 1895. De 1911 a 1912, fue la primera presidenta del Club Botánico de las Escuelas Superiores de Filadelfia.
Los intereses de investigación de Keller incluían morfología vegetal y la fertilización. Escribió varios artículos para el  Proceedings de la Academia de Ciencias Naturales de Filadelfia, manuales de laboratorio para escuela media, y un folleto sobre insectos locales. Con Stewardson Brown, publicó un flora de Filadelfia en 1905.

## Obras
- Keller, Ida A. (1890). Über Protoplasma-Strömung im Pflanzenreich. Zürich: Societäts-Buchdruckerei.

- Keller, Ida A.; Brown, Stewardson (1905). Handbook of the Flora of Philadelphia and Vicinity. Philadelphia, PA: Philadelphia Botanical Club. Consultado el 30 de octubre de 2014.

- Keller, Ida A. (1910). Insects of Philadelphia and Vicinity, with Especial Reference to the More Common and Conspicuous Forms and Also to Those of Economic Importance. Filadelfia, PA.

## Reconocimientos

### Membresías[10]
- 1890, Academia de Ciencias Naturales de Filadelfia
- 1892, Club Botánico de Filadelfia, siendo la primera, y durante muchos años la única, miembro mujer. Fue vicepresidente del club en 1900.[8]
- Miembro honoraria de la Sociedad de Horticultura de Pensilvania.
- Asociación Americana para el Avance de la Ciencia.
- Sociedad Americana de Eugenesia.[9]
- En un período en que las mujeres fueron excluidas de las sociedades profesionales, Keller fue aceptada excepcionalmente en la Sociedad Americana de Naturalistas.[2]
- La abreviatura «I.Keller» se emplea para indicar a Ida Augusta Keller como autoridad en la descripción y clasificación científica de los vegetales.[11]